# Edu Quindós
Edu Quindós (24 de julio de 1974) es un cantante, músico, compositor, actor y modelo publicitario español, conocido por sus dos álbumes en solitario Stay with me (2011), Hello (2013) y Still Believe (2016) y por ser vocalista y compositor de varios de los temas de la banda Plebeya 
De sus trabajados anteriores destacan Hello, canción que forma parte de la BSO de la película  Nick y Run Wild y Green Box, bandas sonoras de los célebres videojuegos Push Cars y Push Cars Every Jam respectivamente. Su disco más reciente hasta la fecha, Still Believe de un corte más acústico, marca un ligero cambio en la línea de producción de sus canciones.

## Biografía
Nacido en una familia sin antecedentes artísticos, comienza en su adolescencia a interesarse por la música, aunque no será hasta unos años más tarde que empezará a interesarse por la composición.
Su primera actuación en directo fue en la boda de su hermana, ante 150 personas. Allí empezó a plantearse que cantar podía ser algo más que un hobby personal. Sin llegar a plantearse una carrera profesional en el mundo de la música sí que dedicó más tiempo e ilusión a cantar y tocar con los amigos.
No fue hasta su etapa universitaria que entró en su primera banda “Freeriders” de la mano de Marc Gimferrer, un amigo de la infancia con el que se reencontró durante su Licenciatura en Ciencias Políticas.
En sus discos, hay influencias musicales de lo más variopintas gracias a los gustos de familia y amigos: Neil Diamond (por su madre), Queen, Spandau Ballet (por su hermana) y música heavy metal en general, pero sobre todo AC/DC (por su hermano).
De su época de instituto y universidad queda la base de la música que está entre su discoteca personal: dIRE sTRAITS, seguidos de U2, Pink Floyd, David Bowie, George Michael, Elton John, Roxette, y por supuesto su admirado Freddie Mercury, del que se declara fan incondicional, siempre unido al resto de miembros de Queen: Roger Taylor, Brian May y John Deacon.

### Infancia
Eduardo Quindós Romero (más conocido como Edu Quindós) nació el 24 de julio de 1974 en Barcelona (España)
En su época de instituto, Edu comenzó a aprender a tocar la guitarra casi de forma autodidacta con el fin de poder poner música a las canciones que iría componiendo más adelante.
En el instituto, con uno de sus mejores amigos, José Antonio Torralba Torri, comenzó a cantar y quedar para ensayar para hacer sus primeras colaboraciones en algún concierto.

### Inicios musicales
No fue hasta su mayoría de edad, cuando Edu comenzó a tomar en serio este hobby que le apasionaba. Junto con uno de sus compañeros de universidad, entró en su primera banda, Freeriders sustituyendo al hasta entonces vocalista. Durante esta época, también compuso algunas de las canciones junto a otros de los componentes del grupo Marc Gimferrer, Dani Puig, Emilio Urbina, Jordi Aguiló, Jordi Catalán, Sergi Boyer y Jorge Casesmeiro.
Tras esta primera etapa, pasó a ser miembro de un coro de góspel, donde realizaban grandes versiones de espirituales negros, lo que le permitió a Edu explorar nuevos sonidos y adquirir una mayor tesitura en su técnica vocal. Aunque nunca se ha sentido cómodo como parte de un coro, esa época duró poco, pero allí conoció a grandes voces femeninas con las que años más tarde recuperaría la amistad, quedando en el aire alguna colaboración.
Durante unos años, pasó también por alguna orquesta, realizando conciertos a nivel nacional, y haciendo versiones de los clásicos para animación y entretenimiento de fiestas populares, hasta que llegó a una banda de versiones de canciones de los años 80 junto con dos los hermanos Robisco, con quienes más adelante volvería a coincidir.

### Primer EP: FLICK
En esa misma época grabó su primer EP bajo el nombre de ‘’’FLICK’’’ (en referencia a la canción de Queen Flick of the Wrist incluida en el álbum Sheer Heart Attack lanzado en 1974, el año de su nacimiento, un homenaje que quiso Edu hacer a su admirada banda) y en el mismo incluyó 
algunas de esas canciones que había compuesto en los años anteriores. Este EP lo grabó en Bucbonera Records, ahora Bucbonera Studios, a poco de abrir el propio estudio por Tomàs Robisco (ingeniero de sonido en los 3 primeros discos de Edu). En la grabación del EP participaron músicos de la talla de Ramón Solé, Jose Robisco, Raúl Anglarill y Lola Rascón, y por supuesto Tomàs Robisco como técnico y mezclador.

### Plebeya  (2005-2009)
La repercusión del EP no llegó a más, por lo que durante aquellos años Edu siguió componiendo y buscando cómo hacer avanzar en su carrera. Fue entonces cuando llegó a Barcelona el musical de Queen We will rock you, donde coincidió entre el público con  Carles Nin que posteriormente sería el bajista de Plebeya, grupo que precedió a sus trabajos en solitario. Carles conocía a un guitarrista llamado Sito Domínguez y a un batería, Juan Carlos y los cuatro formaron Plebeya, nombre que pusieron al grupo en homenaje a Queen.
Durante los 5 años que estuvo en activo el grupo, pasaron otros músicos como Leo Ávalos, Ferran Martínez, Joan Duarte y Dani Tomás”. Todo este trabajo se culminó con un disco de 11 canciones bajo el título Plebeya.
Las canciones compuestas en Plebeya eran castellano, y Edu siempre entendió la música y el rock como esencia en inglés. Tras la disolución de Plebeya, Quindós pasó por un periodo de transición en el cual se dedicó exclusivamente a componer, alejado de los escenarios.

### Stay with me (2011)

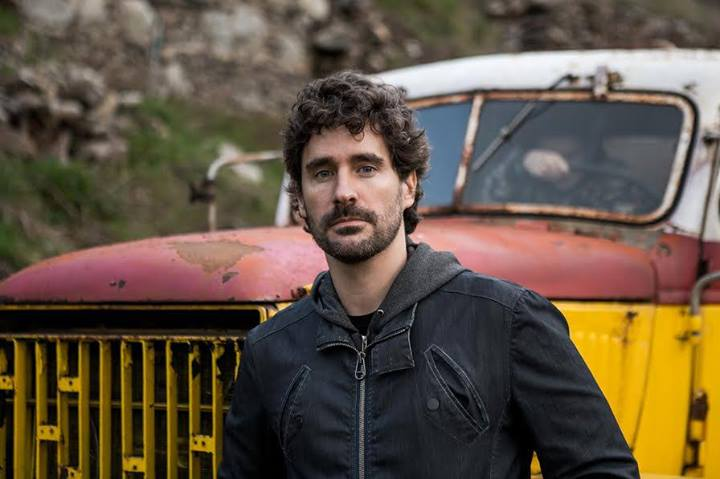
Edu Quindós durante el rodaje del videoclip Hello para la película Nick

Pasaron 3 años desde la disolución de Plebeya cuando Edu contactó con Luis y Tomás Robisco para presentarles su proyecto en solitario como Edu Quindós. Les dejó claro que no quería 
que hubiera producción externa más allá de las ideas que Edu tenía de los arreglos y melodías que creados durante ese tiempo.
En la grabación participaron Luis Robisco (guitarras), Toni Mateos (batería) y Jordi Vericat “Kako” (bajo) . Para Stay With Me, tema que da nombre al disco,  contó con la voz de Jackie Sagana (hermana de la también conocida María Sagana).http://www.efeeme.com/de-estreno-edu-quindos/
Stay With Me se me compone de 12 canciones originales de Edu Quindós, Salvo la letra de Run Wild, que es obra de Javier Rodríguez, creador a su vez del juego para móviles Push Cars, del que esta canción se convirtió en banda sonora oficial.
Tras el éxito del videojuego, la compañía lanzó Push Cars Everyday Jam varios meses después volviendo a contar con Edu Quindós como base musical, y esta vez con el tema Green Box. Este juego es compatible para iPhone, iPad y dispositivos Android. Hasta la fecha lleva más de dos millones de descargas.
La presentación del disco la realizó en la mítica sala Luz de Gas de Barcelona el 8 de junio de ese mismo año consiguiendo un lleno absoluto.
La inversión económica de Stay With Me corrió a cargo íntegramente de Edu Quindós. El artista quería controlar cada uno de los procesos y detalles de las canciones que había escrito, y tras tres años de llamar puertas en las que no encontró la respuesta esperada, decidió aventurarse en la autoproducción.
La distribución del disco se hizo desde el primer día de forma completamente gratuita para sus seguidores, pudiendo descargar el disco completo o cada canción de forma individual a través de la página web oficial de la misma. Además, cada una de las 12 canciones que conforman Stay With Me, posee su propia portada. Para conseguirlo creó un concurso en Instagram de la mano del colectivo Instagramers creado por Phil Gonzalez. Para el diseño de la portada del álbum, Edu Quindós contó con la ayuda de Rafael Suárez para organizar otro concurso en Instagram. Rafael ya había organizado más propuestas cuyo fin era proponer retos artísticos llamados Pintoycoloreo, los cuales consisten en subir una foto propia para que cualquier participante la edite a su gusto y le añada el hashtag #pintoycoloreo. 
Tras conocer la iniciativa, Quindós decidió que sería la mejor manera de buscar una portada para Stay With Me por lo que subió su imagen (una fotografía de Noemí Elias) para dar rienda suelta a la imaginación de sus seguidores. Dicho concurso también se unió al organizado por SolMúsica.

### Hello (2013)

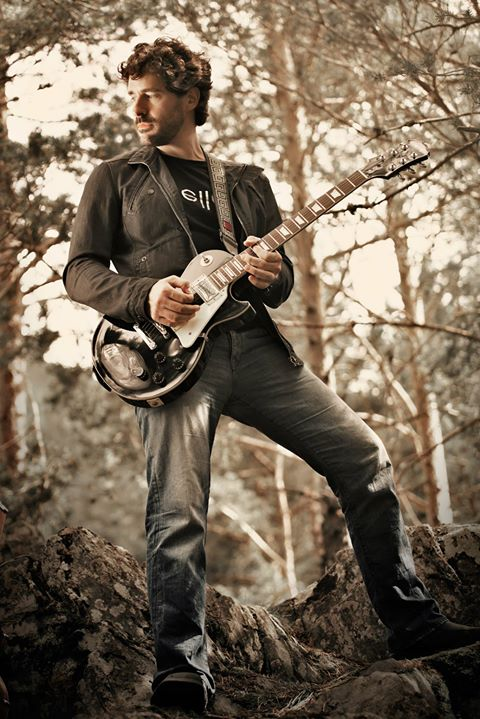
Edu Quindós tocando la guitarra

Tras su primer trabajo en solitario, Edu Quindós lanzó dos años después Hello. 
Como ya ocurrió en su primer álbum, la grabación tuvo lugar en el estudio Bucbonera Studios (donde han grabado entre otros Mojinos Escozíos o Miqui Puig) y se volvió a rodear de músicos de estudio de primer nivel (Luis Robisco-guitarra, José Robisco-bajo, Toni Mateos-batería, Natsuki 
Nishimoto-piano y Paquito Escudero-percusión) 
El disco mantiene la línea básica del primero aunque cada canción tiene un estilo diferente. Con un rock de trabajadas melodías, bases contundentes y guitarras de las que pocas veces se escuchan en la música actual. 
La realización del mastering se planteó originalmente realizarse en los míticos estudios Abbey Road de Londres. Por motivos de recorte de presupuesto, finalmente no pudo realizarse, y el mastering lo llevó a cabo Pep Roig, propietario del sello Temps Record que fue también el encargado de la distribución de “Hello”.
El disco está compuesto por 17 canciones, por lo que la idea de hacer una versión coleccionista en vinilo también tuvo que ser descartada por cuestiones de logística.
Entre las canciones del disco, se encuentra una nana en la que colaboró al piano Natsuki Nishimoto. 
Tantas ganas tenía Edu Quindós de presentar sus canciones al público, que el 14 de septiembre de ese mismo año, semanas antes del lanzamiento del disco, tocó algunos de los temas junto a su banda en el Congreso de Instagram MOWO 2013
Torrevieja (Alicante)
El nuevo trabajo, llamado Hello se compone de 17 canciones (sus 17 niñas, como él suele llamarlas), aunque cada una de ellas tiene personalidad propia; Hello aparece como álbum y también están disponibles las 17 canciones como singles independientes. Todas ellas tienen su propia portada que, como ocurriera con las canciones de Stay With Me surgieron de sendas acciones promocionales en Instagram.
Rock potente, baladas, medios tiempos e incluso una nana a piano y guitarra acústica, todas cantadas en inglés. Todos los temas han sido compuestos, cantados y arreglados por Edu Quindós.
El primer videoclip del disco fue Dream Your Dreams, grabado en formato making of mientras grababa voces en la Bucbonera Studios.
La canción escogida para el segundo clip es All Your Thoughts Are His, una canción sencilla, sincera y con gran sensibilidad. Sin ningún efecto en la voz ni en la guitarra acústica brillantemente interpretada por Luis Robisco, y una distorsión directa del amplificador. El videoclip, protagonizado por la joven Sara Calviño, Luis Robisco y el propio Edu, tiene una estética sencilla y simple, como la propia canción. Producido por Bamf Producciones el vídeo transmite la tristeza de su protagonista: Aquel al que ama se ha marchado de malas maneras, pero ella, invadida por su 
melancolía, solo quiere oírle decir: “Quiero estar contigo”. 
Como tercer videoclip, el cantante ha prestado su voz al cine con su tema Hello que forma parte de la BSO de la película Nick, un film coproducido por Imminent Productions y Bamf Producciones, rodado en Andorra y dirigido por José Pozo. El largometraje trata la vida de un 
chico, Nick, un chico que se encuentra entre la lucha adolescente y la rebeldía. Al director de Nick le gustó el tema y lo escogió como banda sonora promocional del largometraje.
Para grabar el vídeo, tanto Quindós como Pozo coincidieron en la misma idea: aprovechar que había que grabar nuevas tomas para redondear la película, y añadir planos con el propio Edu cantando en el set mientras se ruedan algunas de las escenas de la película.
Con motivo de la celebración de su 40 cumpleaños, Edu Quindós ofreció el 24 de julio de ese mismo año, un concierto gratuito en la mítica sala Luz de Gas, en Barcelona.
En esta ocasión, la comercialización del disco se ha efectuado bajo las grandes plataformas digitales y de distribución física.
La promoción del disco le ha llevado por varios escenarios a nivel nacional, e incluso a apariciones en medios de comunicación como
La presentación de su cuarto videoclip, Long time, le llevó a hacerlo en directo junto con Luis Robisco en el Programa para todos la 2 en formato acústico. El videoclip, rodado íntegramente con un teléfono móvil y en un par de horas y editado por él mismo, muestra el litoral barcelonés, por el que suele pasear los fines de semana para despejarse.

### Still Believe (2016)
En otoño de 2015 empezó la grabación de su tercer disco Still Believe, grabado nuevamente en Bucbonera Studios (Caldes de Montbuí) con Tomàs Robisco de ingeniero de sonido. Luis Robisco, guitarrista y co-arreglista también en los dos anteriores discos, repite aportando su sonido. Cierran la banda para la grabación en estudio: José Robisco (bajo) que ya grabó Hello y Jordi Riera (batería y endorser de Yamaha). Colaboran la violoncelista Anna Costa y Laura Soler (cantante y compositora de la banda Barcelona Alison Darwin) poniendo la voz principal a una versión del tema New Bright World del primer disco de Edu, Stay with Me.
14 temas que van en una línea más acústica e intimista que en los dos anteriores discos. Como viene siendo habitual, siempre hay algunos temas que rompen la línea argumental del elepé, en este caso, destacan por lo diferente: I’m Ready to Be Happy Today, canción que, además, viene acompañada de un curioso videoclip protagonizado por el propio Edu y con ilustraciones del dibujante Paco Cavero. Producido por Bamf Producciones (donde Edu Quindós trabaja como Director de Producción y creativo), el guion, montaje y animaciones son casi en su totalidad trabajo del propio Edu. El vídeo se grabó en junio de 2016 pero no vio la luz hasta la marzo de 2017. El otro tema que llama la atención por su sonido diferente es You Say I’m Cold. Un rock potente y rítmico que rompe completamente la línea más tranquila de Still Believe. Para este tema, Edu decidió hacer un lyrics vídeo, jugando con su silueta y colores en pantalla.  Otras canciones del disco que tiene videoclip son, la ya mencionada versión de New Bright World, en este caso es un vídeo de la grabación de las voces del disco. Running Now, con imágenes del pueblo Campo López (Lorca-Murcia) donde Edu ha pasado varios veranos, y Still Relieve, grabado en una azotea del centro de Madrid. 
En este tercer disco, la voz de Edu destaca más que en los anteriores, no solo por las propias melodías si no por la instrumentación de los temas. Mayor sencillez, aparentemente, que permiten dar más aire a la voz. El disco fue concebido con una idea aún más acústica de lo que finalmente fue. Iba a ser una producción más sencilla, pero no hay más que oír los arreglos de I’m Ready to Be Happy Today o It’s Alright, para darse cuenta de que esa sencillez fue menor de lo esperado.
A mediados de 2015, Edu empezó a tocar y a cantar en directo. Conciertos de voz y guitarra sin otros músicos. Según palabras suyas, no se podía permitir hacer conciertos para 10 o 15 personas y correr con los gastos de los músicos. Sin duda, este cambio en los directos afectó a la creación de Still Believe y también a los temas del que será su cuarto disco, que prevé empezar a grabar en 2017. Siempre ha huido de la imagen habitual de cantautor, tal como se entiende aquí, se considera un músico de banda sin banda, puede sonar extraño, pero así se suele definir. Sigue haciendo conciertos a pequeña escala, intentando que sus canciones puedan tener un hueco. Dando prioridad a la grabación de sus discos, en los que el esfuerzo económico es muy alto.
En abril de 2017 anunciaba la grabación del cuarto disco, con 15 propuestas de canciones que aún tenía que decidir si entrarían todas o no.
En paralelo, aparte de su trabajo en Bamf Producciones, sigue haciendo anuncios para televisión en su faceta de actor publicitario.

## Discografía

### Con Plebeya
- Plebeya (2008)

### Como solista
- Stay with me (2011)

| Orden | Título de la canción    |
| ----- | ----------------------- |
| 1     | Summer lover            |
| 2     | Then someday            |
| 3     | Stay with me            |
| 4     | Freneside               |
| 5     | Jump and dance          |
| 6     | How many hearts         |
| 7     | New bright world        |
| 8     | Run wild                |
| 9     | Walk on                 |
| 10    | Green box               |
| 11    | I never fall            |
| 12    | Wanna be there          |
| 13    | How many hearts (instr) |

- Hello (2013)

| Orden | Título de la canción      |
| ----- | ------------------------- |
| 1     | A hope in fate            |
| 2     | All your thoughts are his |
| 3     | Dream your dreams         |
| 4     | Go away                   |
| 5     | Hello                     |
| 6     | Hero                      |
| 7     | I’m not a shiny boy       |
| 8     | I’m pleading              |
| 9     | Last Sin                  |
| 10    | Long Time                 |
| 11    | Magical life              |
| 12    | Makeup for love           |
| 13    | My sweet heart            |
| 14    | Shooter                   |
| 15    | Sing this song            |
| 16    | The only star             |
| 17    | Too late                  |

- (Aún sin título) (2016)[15]

### Videoclips
Dream your dreams
All your thoughts
Hello
Long time

### Colaboraciones
- Run Wild (canción de la banda sonora del videojuego Push Cars)
- Green Box (canción de la banda sonora del videojuego Push Cars Every Jam)